# Fístula de Cimino

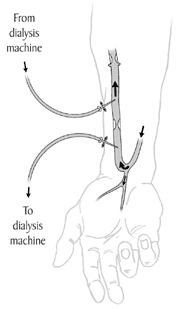
Una fístula arteriovenosa.

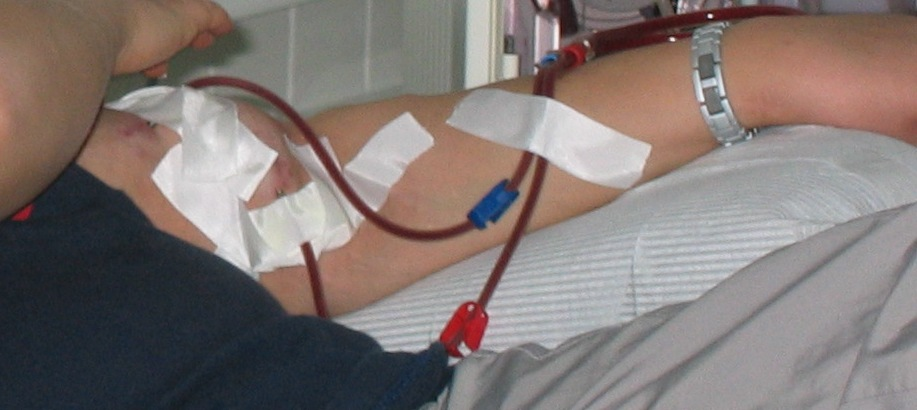
Foto de una fístula ya conectada a la máquina de hemodiálisis.

Una fístula de Cimino, también fístula de Cimino-Brescia y fístula arteriovenosa, es un tipo de acceso vascular para hemodiálisis. Es una conexión, creada quirúrgicamente, entre una arteria y una vena del antebrazo (arteria radial-vena cefálica).

## Base teórica
Las fístulas arteriovenosas funcionan con eficacia por las siguientes razones:
- Tienen caudales de alto volumen (como la sangre toma la trayectoria de menos resistencia; prefiere la baja resistencia de la fístula arteriovenosa en lugar de atravesar la alta resistencia de las camas capilares).
- Los vasos sanguíneos nativos, cuando son comparados a los injertos sintéticos (grafts),[1] tienen menos probabilidad de desarrollar estenosis y fallar.

## Historia
El procedimiento fue inventado por Cimino y Brescia en 1966. Antes de que la fístula de Cimino fuera inventada, el acceso era a través de una derivación de Scribner, que consistía en un tubo del teflón con una aguja en cada extremo. Entre los tratamientos, las agujas eran dejadas en su lugar y el tubo permitía el flujo de sangre para reducir la coagulación. Pero las derivaciones de Scribner duraban solo algunos días o semanas. Frustrado por esta limitación, Cimino recordó sus días como flebotomista (el que toma muestras de sangre) en el Bellevue Hospital Center de la ciudad de Nueva York en los años 1950 cuando los veteranos de la guerra de Corea aparecían con fístulas causadas por trauma. Cimino reconoció que estas fístulas no causaban daño a los pacientes y eran lugares fáciles para conseguir repetidas muestras de la sangre. Él convenció al cirujano Kenneth Appel para crear alguna en pacientes con insuficiencia renal crónica y el resultado fue un éxito completo. Las derivaciones de Scribner fueron rápidamente reemplazadas por las fístulas de Cimino, y 40 años más tarde, siguen siendo el método más eficaz, de más larga duración para el acceso a la sangre a largo plazo de los pacientes de diálisis.